# 岐阜公園
岐阜公園（ぎふこうえん）は岐阜市の金華山山麓にある都市公園。管理は岐阜市。
園内・近隣の施設としては、岐阜城・金華山、金華山ロープウェー、岐阜市歴史博物館、加藤栄三・東一記念美術館、名和昆虫博物館、円空美術館、岐阜城楽市がある。
1992年に岐阜公園周辺地区が「都市景観100選」に、2006年には「日本の歴史公園100選」に選ばれている。

## 沿革
かつて、公園内には動物園や水族館及び岐阜県図書館・岐阜市科学館などがあったが、現在では取り壊しや移転などにより姿を消し、あらたに整備された「信長の庭」などの施設となっている。
- 1882年（明治15年）9月：太政官布告により開設（岐阜県が管轄）[4]。
- 1882年（明治15年）4月7日：神道中教院で板垣退助が襲われる。
- 1887年（明治21年）11月：岐阜公園正式開園[3]。
- 1892年（明治26年）：管理を岐阜市に移管[4]。
- 1917年（大正6年）：板垣退助像建てられる。
- 1935年?（昭和10年?）：神道岐阜中教院が移転。
- 1936年（昭和11年）：躍進日本大博覧会が開催。
- 1950年 （昭和25年）：板垣退助像再建。（戦中、金属供出された）
- 同年：淡水魚水族館が開館。
- 1955年（昭和30年）：金華山ロープウェー（岐阜観光索道）開業。
- 同年：児童科学館が開館。
- 1957年（昭和32年）：岐阜県立図書館開館。
- 1980年（昭和55年）：児童科学館が閉館。
- 1985年（昭和60年）11月：岐阜市歴史博物館開館。
- 1988年（昭和63年）：岐阜市少年科学センターが「岐阜市科学館」として新築移転。
- 1989年（平成元年）：公園の北側に岐阜市と中国杭州市の友好都市提携10周年を記念して「日中友好庭園」を完成。
- 1992年（平成4年）：岐阜公園周辺地区が「都市景観100選」に選ばれる[3]。
- 1995年（平成7年）：岐阜県立図書館移転のため閉館。
- 1999年（平成11年）：淡水魚水族館が閉館。
- 2001年（平成13年）：「信長の庭」が開設。
- 2002年（平成14年）：岐阜公園イルミネーションが開始される。
- 2006年（平成18年）：「日本の歴史公園100選」に選ばれる[3]。
- 2014年（平成26年）：信長の居館跡地で庭園の発掘が行われた[5]。
- 2025年（令和7年）4月26日：「岐阜城楽市」開業[6]。

## 見所

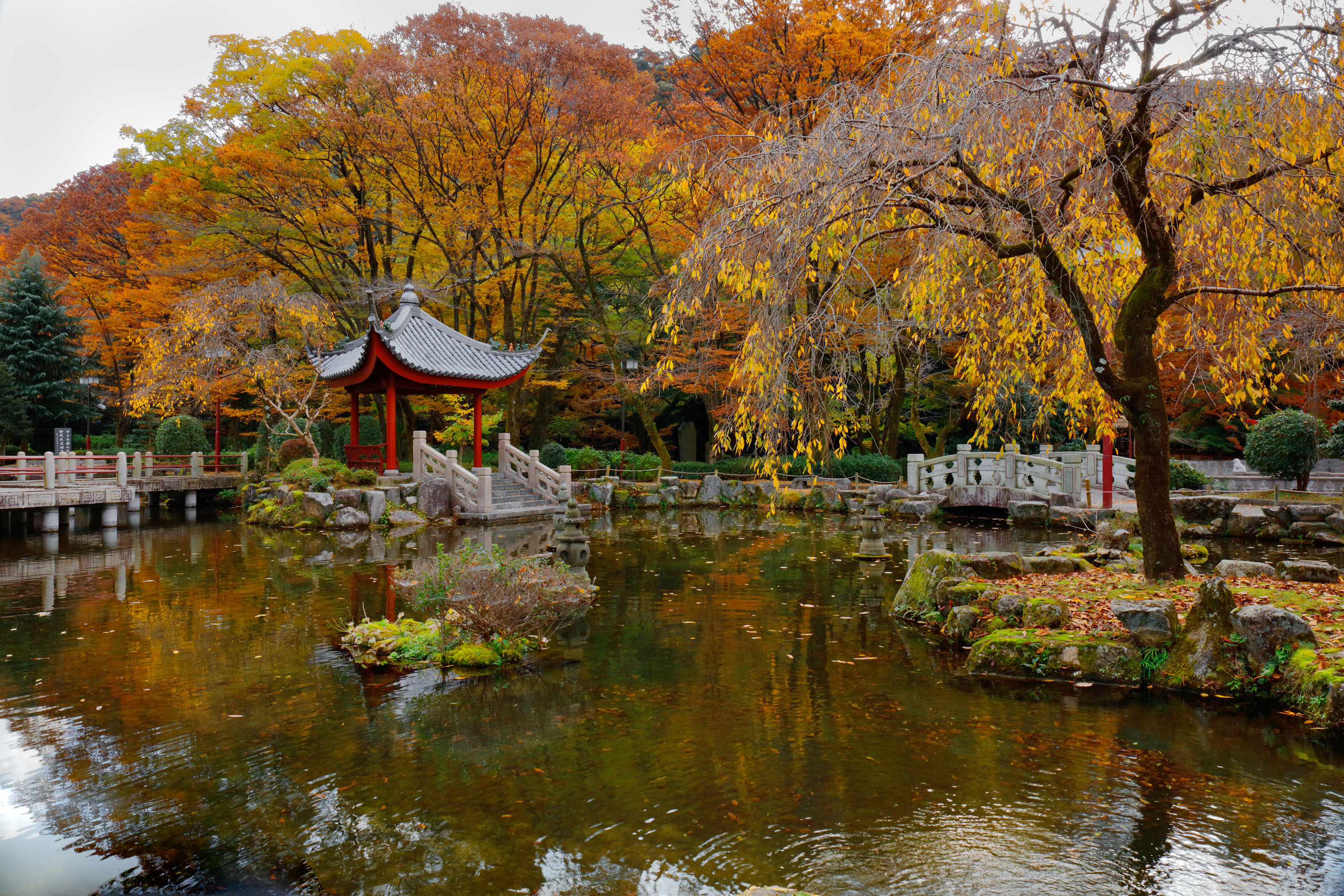
日中友好庭園

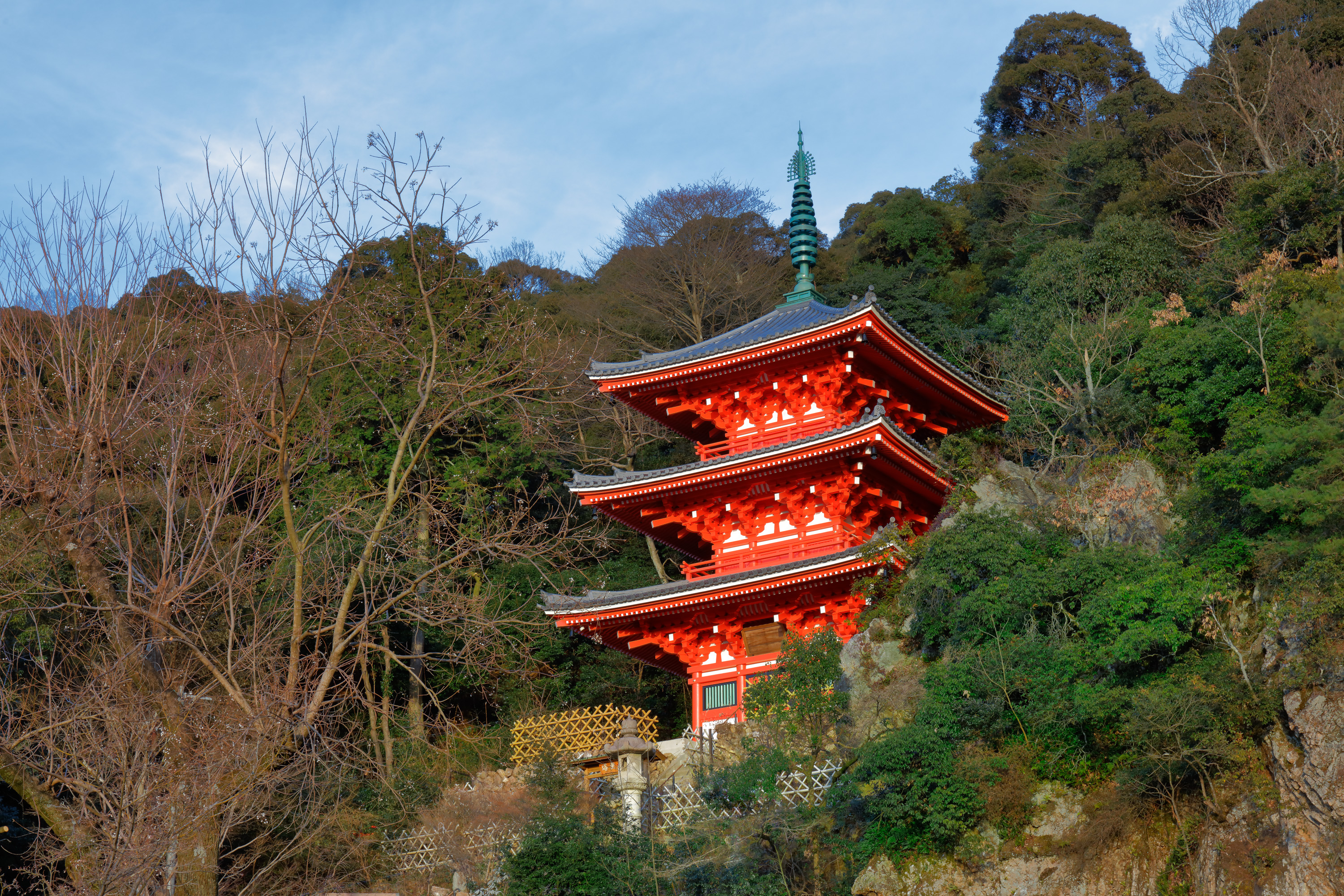
三重塔

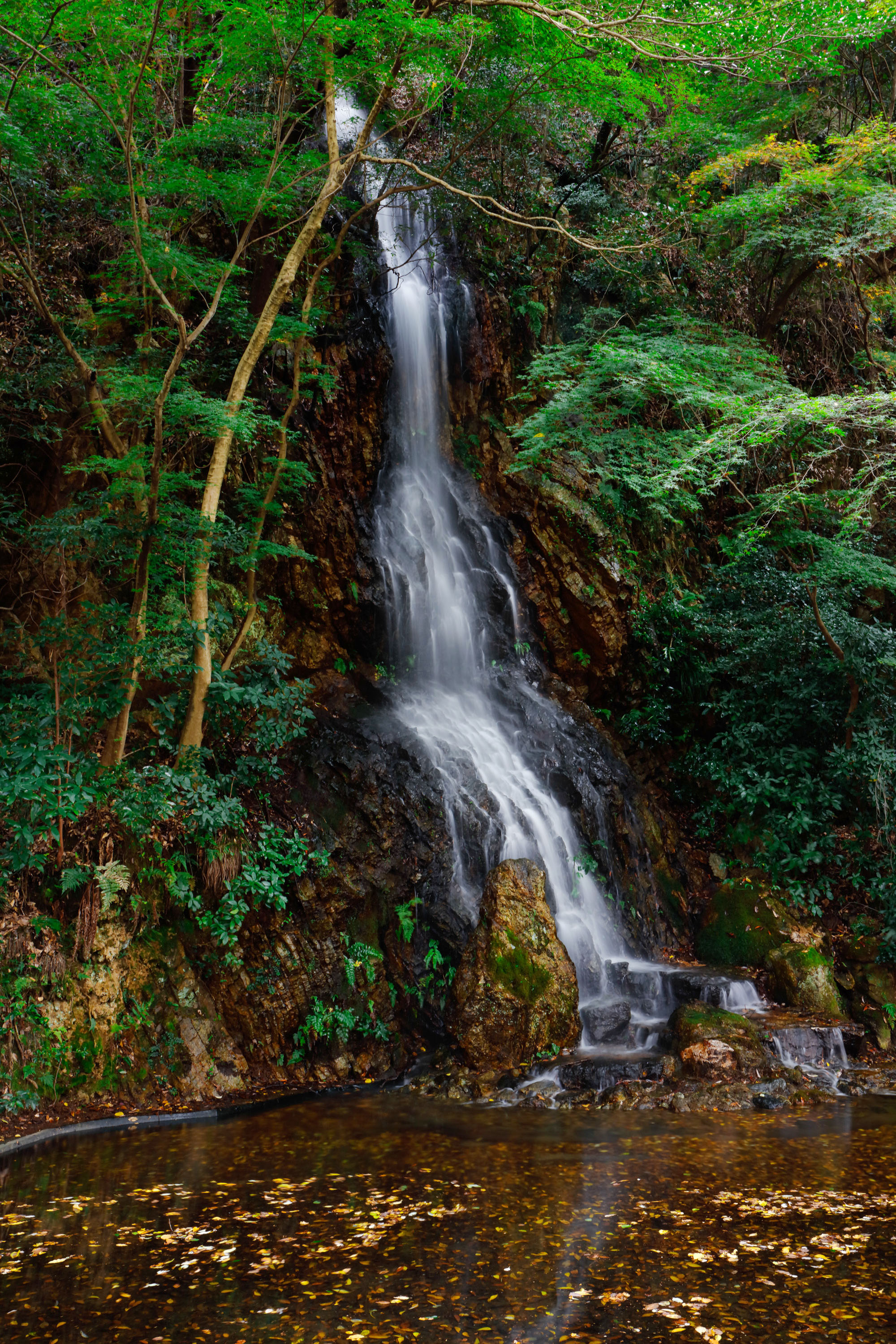
御手洗の滝

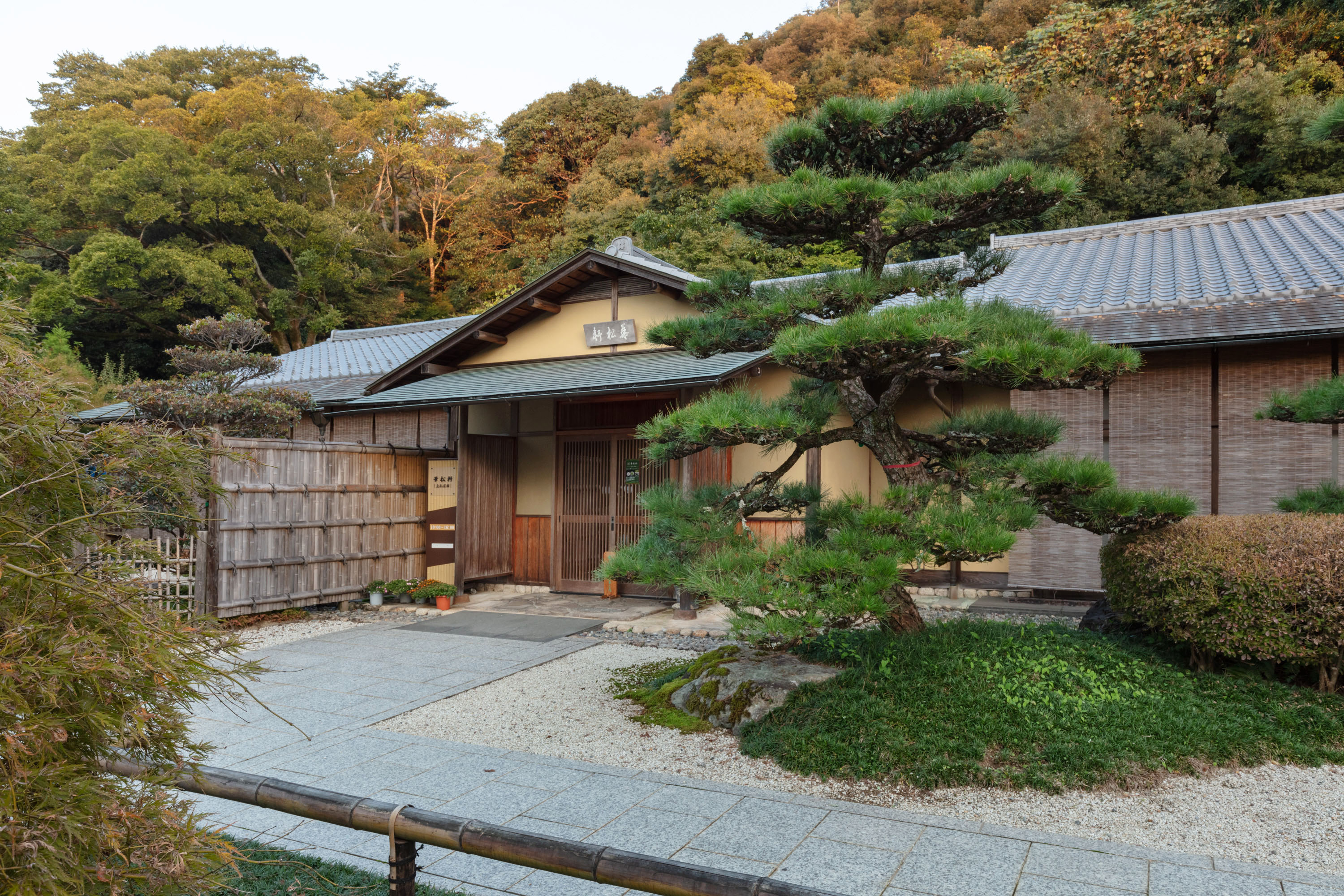
華松軒と休憩所

岐阜公園総合案内所
門の前には馬に乗った「若き日の信長像」がある。

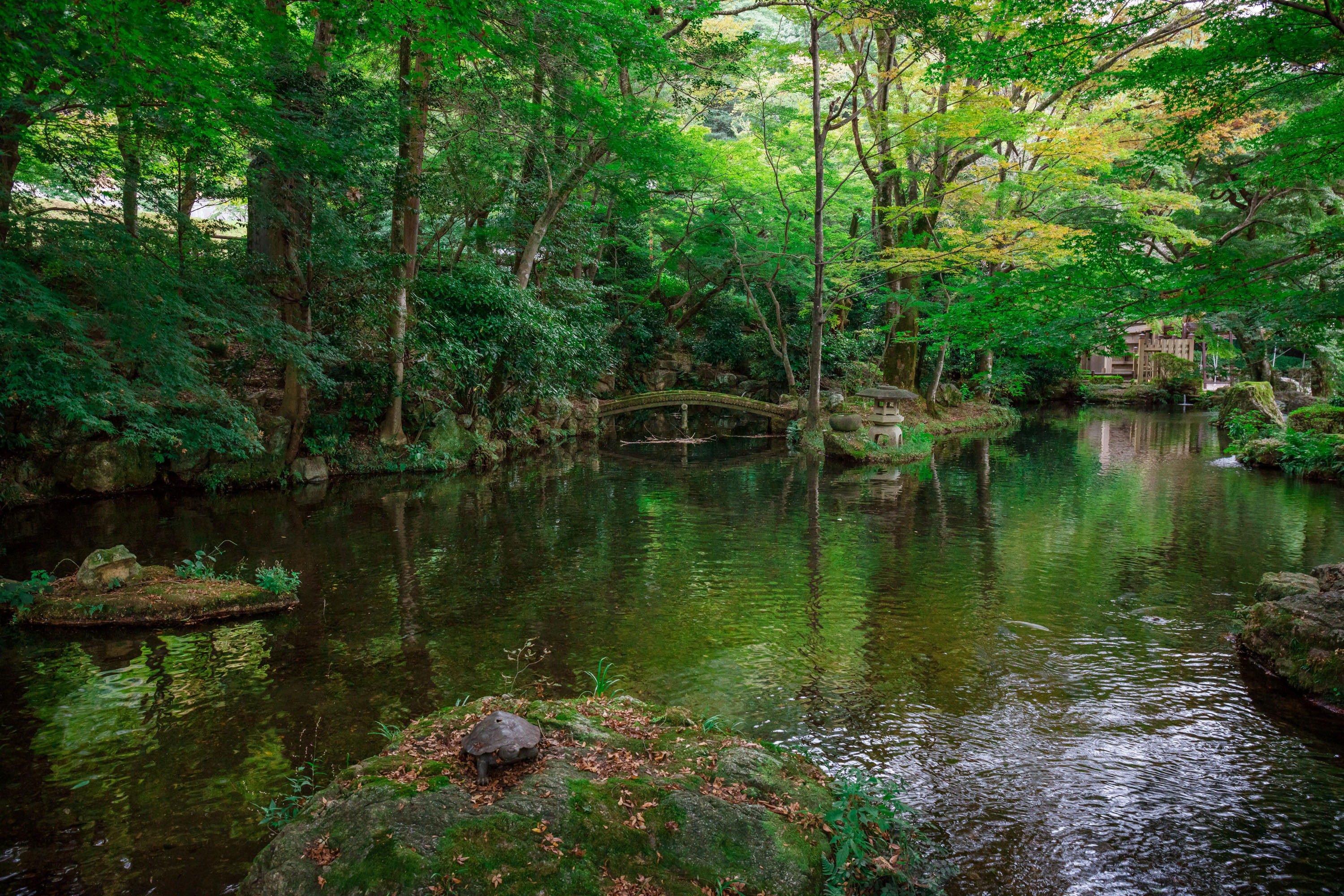
信長の庭
公園の再整備に伴い、岐阜を天下取りの礎とした信長をイメージして作られた庭園。長良川流域から調達した石を約1,000ｔ使用した石庭。
信長居館跡（千畳敷御殿）
巨石を用いた通路や石垣、水路礎石などが保存整備されている。当時、御殿へと通じる道の両側に石を積んだ塀がめぐらされ、その先の上段の「千畳敷」と呼ばれるところに信長の御殿があった。進取の気性に富み、「バサラ」と評された派手好みの信長の性格を現すかのように、御殿は当時としては珍しく、南蛮様式を取り入れた四層の華麗なものであったという。
冠木門（かぶきもん）
信長居館跡の入り口。階段を登っていくと信長居館跡がある。
信長楽市（発掘調査案内所）
織田信長が行った楽市楽座にちなんだ土産屋街
営業時間：5月～8月 8：00～19：00、11月～2月 9：00～17：00、それ以外 8：30～18：30
休日：月曜日（年末休みの場合あり）
日中友好庭園
公園の中心からやや離れたところにあり、長良川までごくわずかの所に位置する庭園で、岐阜市と中国・杭州市との友好提携10周年を記念して造営された。中国情緒溢れるデザインの門や土塀、庭園などがある。
明治天皇の銅像
板垣退助の銅像
板垣退助が自由党党首として全国遊説中の1882年4月6日、当時この場所にあった中教院で暴漢に襲われた岐阜事件を史実として残すため有志が建設したもの。ロープウェイ乗り場のすぐ下。現在のものは1955年に再建されたもので、当初のものとは右腕の状態など一部異なっている。
三重塔
大正天皇御大典を記念して1916年5月建立された朱塗りの三層の塔。高さ24m（相輪まで25.8m）・面積35.94m2　五穀豊穣、市内繁興を祈願したもので、画家川合玉堂が風水により場所をこの地に選定したという。設計は伊東忠太が担当し、技師の蔦山鉄造の指導の下、河島岩吉が33人の職人とともに施工した。建設費は5500円（当時）で、資材として濃尾地震で被災した長良橋の古材が使われた。内部には弘法大師像などがまつられている。2005年に登録有形文化財に登録された。
御手洗池（みたらしいけ）
岐阜公園来園者休憩所
水源広場
アスレチック広場

## 園内・近隣の施設
- 岐阜城
- 金華山
- 金華山ロープウェー
- 岐阜市歴史博物館
- 加藤栄三・東一記念美術館
- 名和昆虫博物館
- 円空美術館
- 日中友好庭園
- 岐阜城楽市 - 2025年（令和7年）4月26日開業の飲食店や物販店などが集まる商業施設[6]。戦国時代をイメージした切妻屋根の木造平屋建て構造の建物が7棟建設され、敷地内には観光案内所や休憩所、芝生広場も整備されている[6]。

## 周辺
- 川原町 (岐阜市)
- 岐阜大仏
- 常在寺 (岐阜市)
- 妙照寺 (岐阜市)
- 岐阜護國神社

## かつての施設
動物園
現在の「信長の庭」あたりにかつて存在していた。ライオンやフンボルトペンギンなど昭和30年代～40年代には珍しい動物が飼育されていた。ライオンのつがい「金ボタン」「銀ボタン」は、人間で100歳を超える長寿であり、剥製が岐阜市役所に展示されていた。
水族館
動物園の近くに木造の平屋建でこぢんまりと建設されていた。オオサンショウウオや鮎など淡水魚が多く展示されていた。
岐阜市少年科学センター
現在の来園者休憩所付近に建設されていた。木造2階建ての施設で、1988年に「岐阜市科学館」として岐阜市の八ツ草公園に新築移転されている。
岐阜県立図書館（現：岐阜県図書館）
鉄筋鉄骨コンクリート製3階建ての総ガラス張りの建物で、2階がメインフロアーとして使用されていた。老朽化のため、岐阜市宇佐地区に新築・移転された。

## イベント

### 岐阜公園イルミネーション
- 毎年7月下旬～8月下旬　
  - 2002年から開催の住民の有志でつくる実行委員会が主催、岐阜新聞・岐阜放送が協賛の電飾コンクール。一般部門と子供部門に分けてブース作品のコンクールを行っている。
  - 電飾点灯時間 19時～22時

### 菊人形・菊花展
- 毎年10月下旬～11月下旬

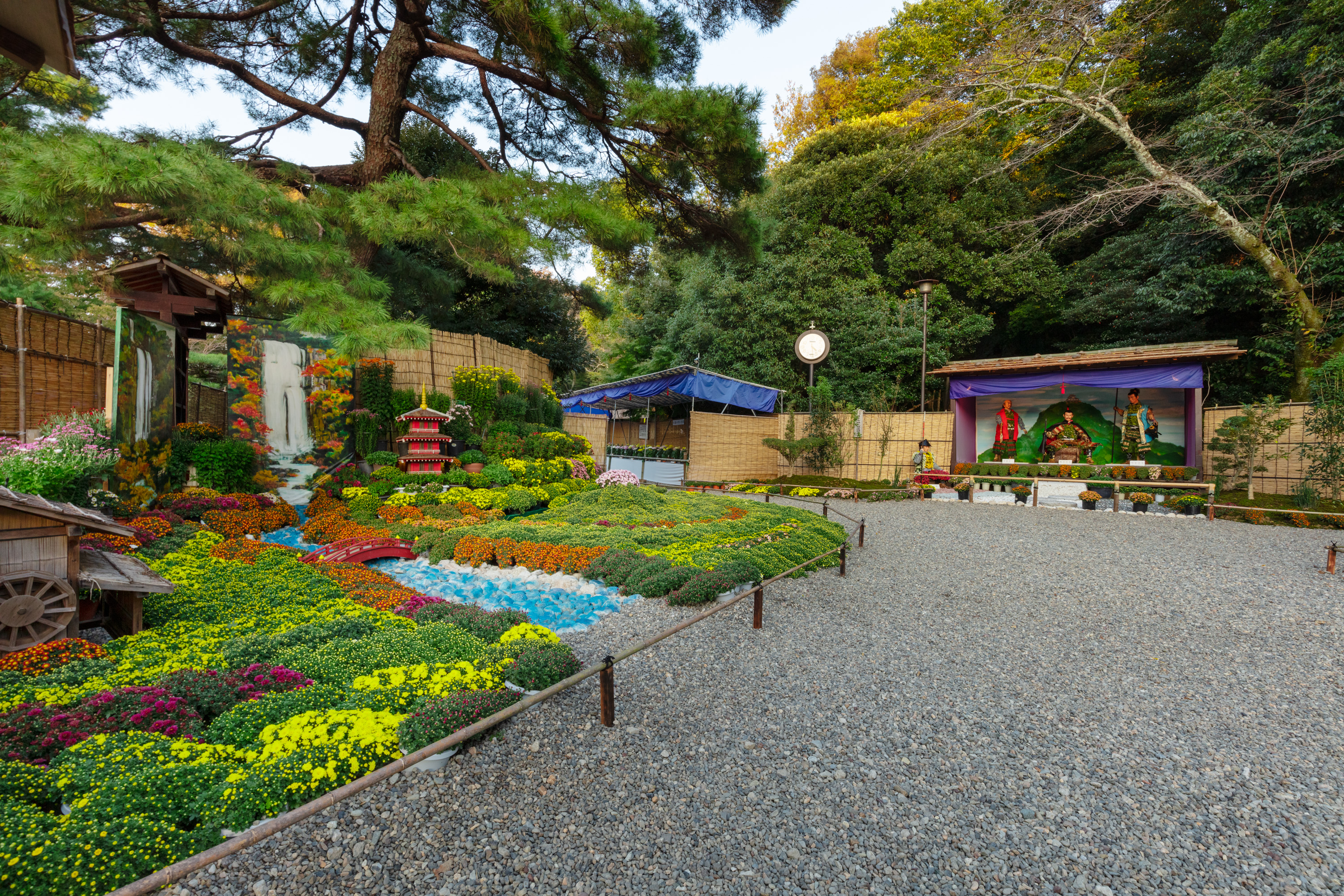
菊人形・菊花展

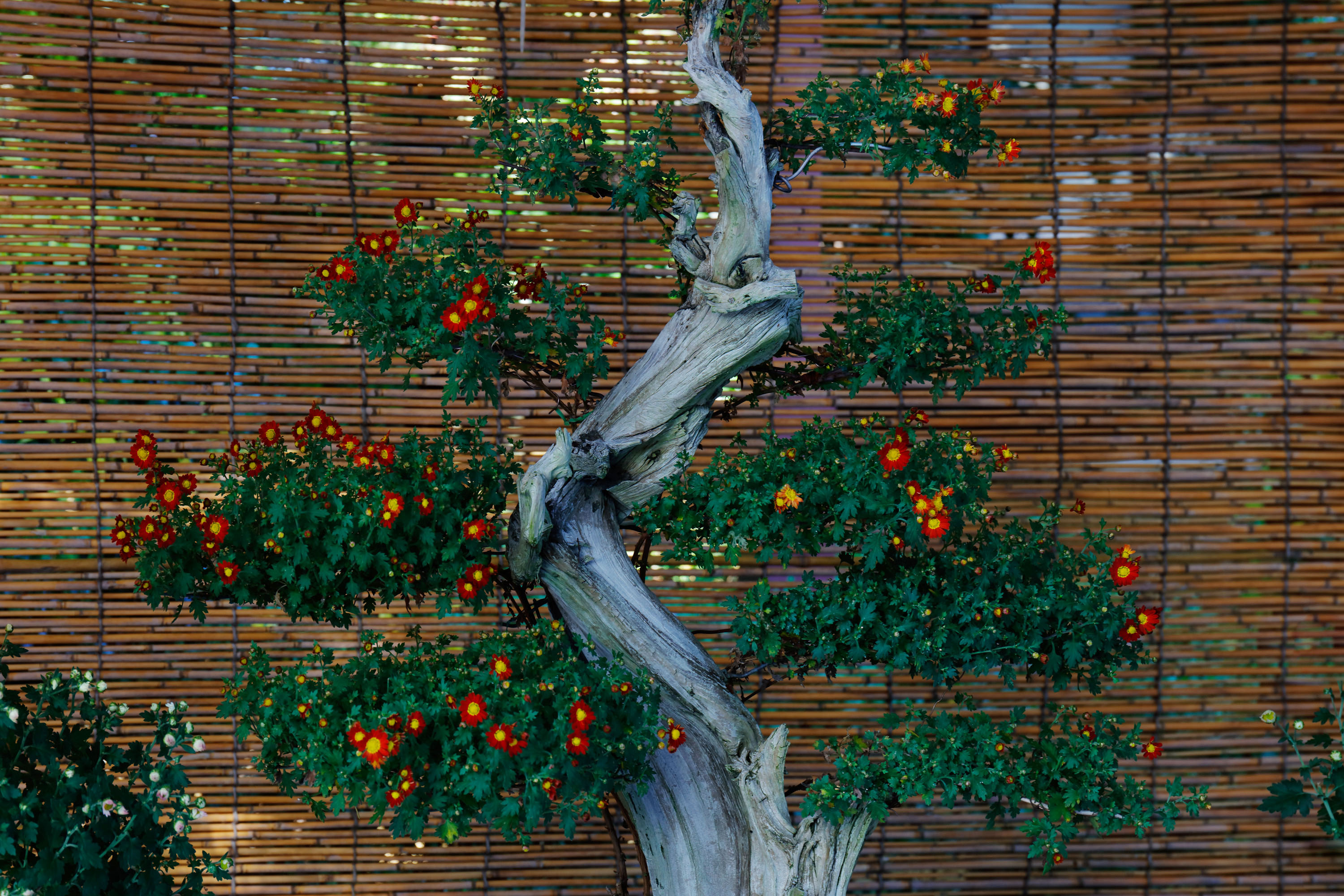
菊人形・菊花展

  - 菊作りの名人たちが育てた様々な菊、菊人形など約3000鉢の作品が展示される大規模な展示会。菊人形の展示は岐阜県内唯一。

## アクセス
- JR岐阜駅または名鉄岐阜駅からバス15分「岐阜公園歴史博物館前」下車、徒歩1分
  - 「岐阜バス市内ループ左回り」「高富」行などのＮ系統、長良橋経由路線

- 付近に二ケ所、市営の駐車場があり、有料で利用できる